# Paul Stehlin

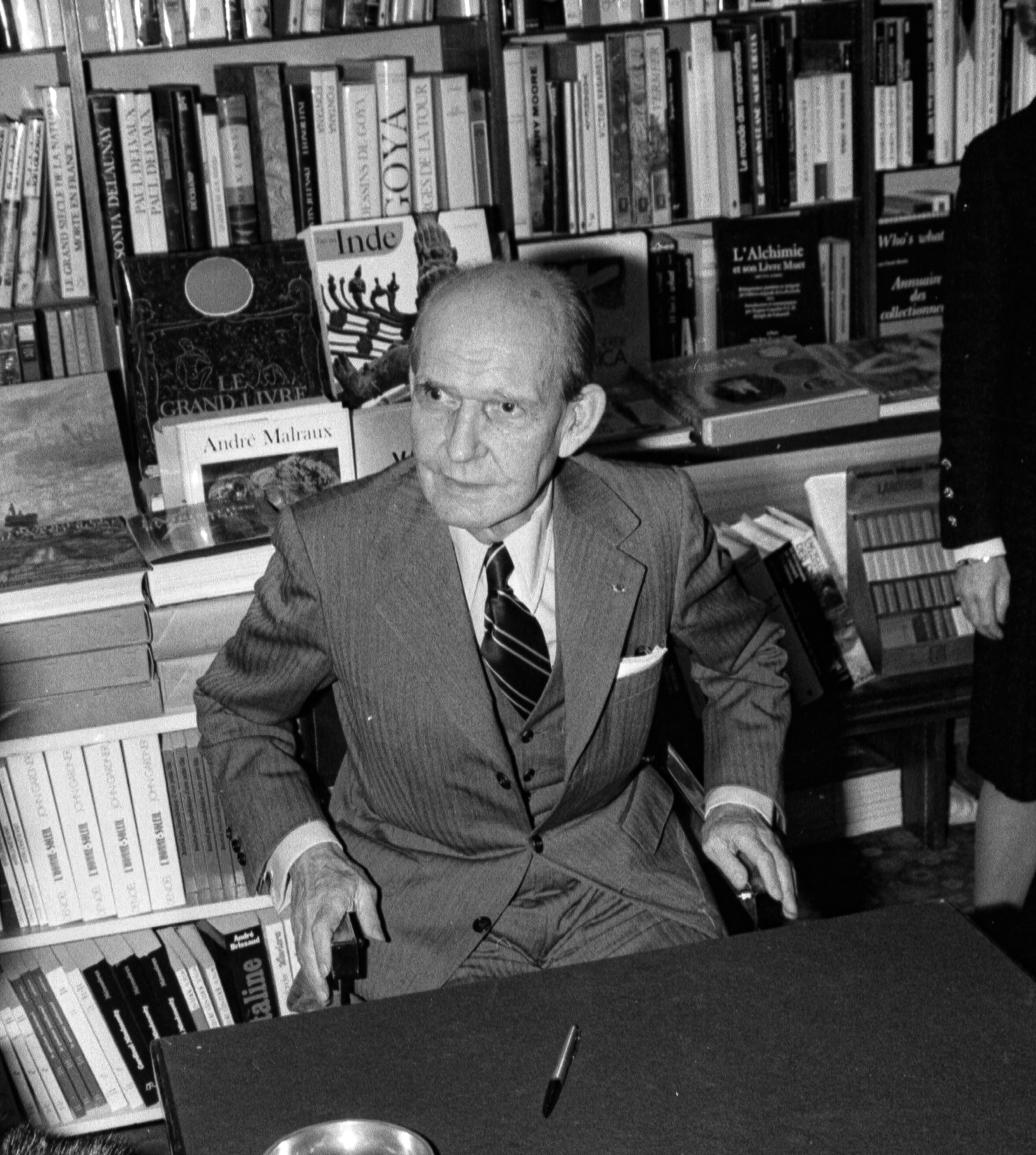
Paul Stehlin in 1975

Paul Stehlin (Hochfelden, 11 augustus 1907 - Parijs, 22 juni 1975) was een Frans generaal en politicus.

## Voor de Tweede Wereldoorlog
Paul Stehlin was geboren in de Elzas en sprak even goed Duits als Frans. Tussen 1935 en 1939 werd hij daarom militair attaché te Berlijn voor de luchtmacht.
Hij onderhield er betrekkingen met Hermann Göring en nam deel aan de onderhandelingen voor het Verdrag van München. 
Paul Stehlin was als luchtmachtkapitein militair raadgever bij de Franse Ambassade in Duitsland onder ambassadeur André François-Poncet. Joachim von Ribbentrop drong aan op een oorlog in het westen. Hermann Göring trachtte dit te verhinderen en stelde Stehlin een vliegtuig ter beschikking, waarmee hij de troepenbewegingen kon volgen. Stehlin kon de bewegingen naar Frankrijk volgen, maar ook de bewegingen naar Tsjecho-Slowakije die voorafgingen aan de Duitse bezetting van Tsjecho-Slowakije in 1938 dus voor het Verdrag van München. Het doel daarvan was om aan te tonen dat de Wehrmacht vooral in de richting van Bohemen samentrok. Als gebruikgemaakt was van de rapporten van Stehlin, had Frankrijk maatregelen kunnen nemen om Adolf Hitler te ontmoedigen om naar het westen op te rukken. Tot zijn verbazing stelde Stehlin bij zijn terugkeer in september 1939 vast dat zijn rapporten niet gelezen waren. Generaal Maurice Gamelin was afkerig van maatregelen tegen Hitler.

## Tweede Wereldoorlog
In 1940 nam hij deel aan de campagne in Noorwegen. Nadien commandeerde hij de Groupe de chasse 3/6 Roussillon. 
Na de capitulatie van Frankrijk op 22 juni 1940 werd Paul Stehlin ondersecretaris van de generale staf van generaal Jean Bergeret. Hij was aanwezig bij de ontmoeting tussen Hitler en François Darlan. Onder druk van de Duitsers zette Darlan Stehlin uit het Vichyregime. In 1941 namen de Duitsers hem gevangen, maar hij kon ontsnappen naar Afrika. Hij was gelegerd te Dakar bij de Groupe de chasse I/4 en nam nadien deel aan Operatie Toorts. Hij fungeerde als verbindingsofficier tussen de geallieerde luchtmacht en generaal Charles de Gaulle.

## Na de Tweede Wereldoorlog
In 1950 werd hij bevorderd tot brigadegeneraal.
Van 1960 tot 1963 was hij stafchef van de Franse luchtmacht.
Hij publiceerde verschillende werken, waarvan La force d'illusion tegen de Franse nucleaire bewapening force de frappe was.
Hij werd een geheime vertegenwoordiger in Europa van de Amerikaanse firma Northrop Grumman. Hij werd vicevoorzitter voor Europa van Hughes Aircraft in 1964, vicevoorzitter van  Bugatti in 1965 en PDG van Algeco in 1968.
In 1968 ging hij in de politiek en werd hij met 500 stemmen meer in de Nationale vergadering van Frankrijk verkozen voor het 21e arrondissement van Parijs ten koste van Bernard Lepeu. Zijn slogan luidde " Lepeu c'est peu, soyez malin, votez Stehlin ! " Hij raakte herverkozen in 1973 dankzij stemmen van de socialisten.
In 1974 en 1975 nam hij stelling om de jachtvliegtuigen van de NAVO te vervangen door de Amerikaanse Northrop YF-17 en F-16 Fighting Falcon en niet door de Franse Dassault Mirage F1 van Dassault Aviation. Daarop zette minister van defensie Jacques Soufflet hem aan de kant.
Hij stierf in 1975 toen een autobus hem omverreed nadat hij zijn kantoor op de avenue de l'Opéra te Parijs verliet.

## Boeken
- Paul Stehlin, Témoignage pour l'Histoire, Robert Laffont, 1964
- Paul Stehlin, Retour à zéro, Robert Laffont, 1968
- Paul Stehlin, La force d'illusion, Robert Laffont, 1973, ISBN 978-2221039298
- Paul Stehlin, La France désarmée, Calmann Levy, 1974